# 虎尾铁角蕨
虎尾铁角蕨（学名：Asplenium incisum），为铁角蕨科铁角蕨属下的一个植物种。